# Mečji Do
Mečji Do (en serbe cyrillique : Мечји До) est un village de Serbie situé dans la municipalité de Svrljig, district de Nišava. Au recensement de 2011, il comptait 33 habitants.
Le village est encore connu sous les noms de Mečiji Dol et Meči Do.

## Démographie
| 1948 | 1953 | 1961 | 1971 | 1981 | 1991 | 2002 | 2011 |
| ---- | ---- | ---- | ---- | ---- | ---- | ---- | ---- |
| 248  | 248  | 218  | 159  | 105  | 92   | 44   | 33   |

|  |